# Adam Podfilipski
Adam Podfilipski herbu Ciołek (ur. ok. 1580, zm. 1626) – podsędek i sędzia ziemski kamieniecki.  
Adam Podfilipski syn Stanisława, sędziego ziemskiego kamienieckiego, dziedzica Bartorzyc, Czerawy, Suchodołu i Werbki i Jadwigi Sroczyckiej herbu Nowina, wojszczanki kamienieckiej, urodził się około 1580 r.
31 grudnia 1615 r. uzyskał nominację na urząd podsędka ziemskiego kamienieckiego (podolskiego), którym był do 5 czerwca 1621 r., kiedy dostał nominację na sędziego kamienieckiego. Był uczestnikiem popisu pospolitego ruszenia ziemi lwowskiej i powiatu żydaczowskiego w 1621 roku.
Zmarł przed 20 maja 1626 r., kiedy nominację na sędziego kamienieckiego otrzymał Jerzy Dydyński.  
Żonaty z Jadwigą Trlęską z Trylęk herbu Topór, pozostawił jedyną córkę Katarzynę, żonę Łukasza Oleśnickiego herbu Radwan, podsędowicza bełskiego.